# Ursula Schwaller
Ursula Schwaller (* 22. Juni 1976 in Freiburg im Üechtland) ist eine Schweizer Sportlerin und Architektin. Im Behindertensport ist sie mehrfache Rad-Weltmeisterin.

## Leben
Schwaller wuchs auf dem Bauernhof ihrer Eltern in Heitiwil zusammen mit zwei Geschwistern auf und verbrachte viel Zeit in der Natur und auf dem Fahrrad. Nach einem Auslandjahr in Schweden als Au-pair und der abgeschlossenen Matura absolvierte sie die Ausbildung zur Architektin FH/HES in Freiburg.
Am 8. Dezember 2002 verunfallte Ursula Schwaller auf einer Schneeschuhtour und ist seither querschnittgelähmt. Im Schweizer Paraplegiker-Zentrum in Nottwil wurde sie auf ihr neues Leben als Rollstuhlfahrerin vorbereitet. Bereits während der Rehabilitation trainierte sie auf einem ausgeliehenen Handbike. Nur wenige Wochen nach ihrem Austritt in Nottwil bestritt sie ihr erstes Handbikerennen. Schwaller feierte im Behindertensport Erfolge als Radsportlerin (ab 2003) sowie als Ruderin (ab 2013). Daneben betreibt sie auch die Disziplinen Ski Alpin, Langlauf und Kajak.
2006 baute Schwaller das erste Nullenergiehaus im Kanton Freiburg, welches sie selber bewohnt. Seit 2013 ist Ursula Schwaller Stiftungsrätin der Stiftung Denk an mich.

## Radsport
Ursula Schwaller ist seit 2003 aktive Handbikerin (UCI-Kategorie WH2). Die Athletin des Veloclubs Kerzers gehörte zwischen 2009 und 2012 zur Schweizer Handbike-Nationalmannschaft. Schwaller ist mehrfache Weltmeisterin in Strassenrennen, Einzelzeitfahren und Team-Relay und hält die Weltbestzeit der Handbikerinnen (WH2) über die Marathondistanz (1:09:49). 2015 absolvierte Schwaller als erste Paraplegikerin die 300 km lange Vätternrundan in 12 Stunden und 17 Minuten und unterbot dabei den vormaligen Streckenrekord eines Mannes um fast zwei Stunden. 2016 bestritt sie ebenfalls als erste Paraplegikerin die 543 km lange Styrkeprøven in einer Zeit von 24:44:11 Stunden. 2017 gelangte sie als erste Rollstuhlsportlerin in die offizielle Rangliste des Mallorca 312 in einer Zeit 8:05:51 Stunden auf der 167 km-Distanz.

### Erfolge

#### 2013
- 1. Rang UCI Schweiz in Recherswil (SUI) Zeitfahren
- 1. Rang UCI Schweiz in Oensingen (SUI) Strasse

#### 2012

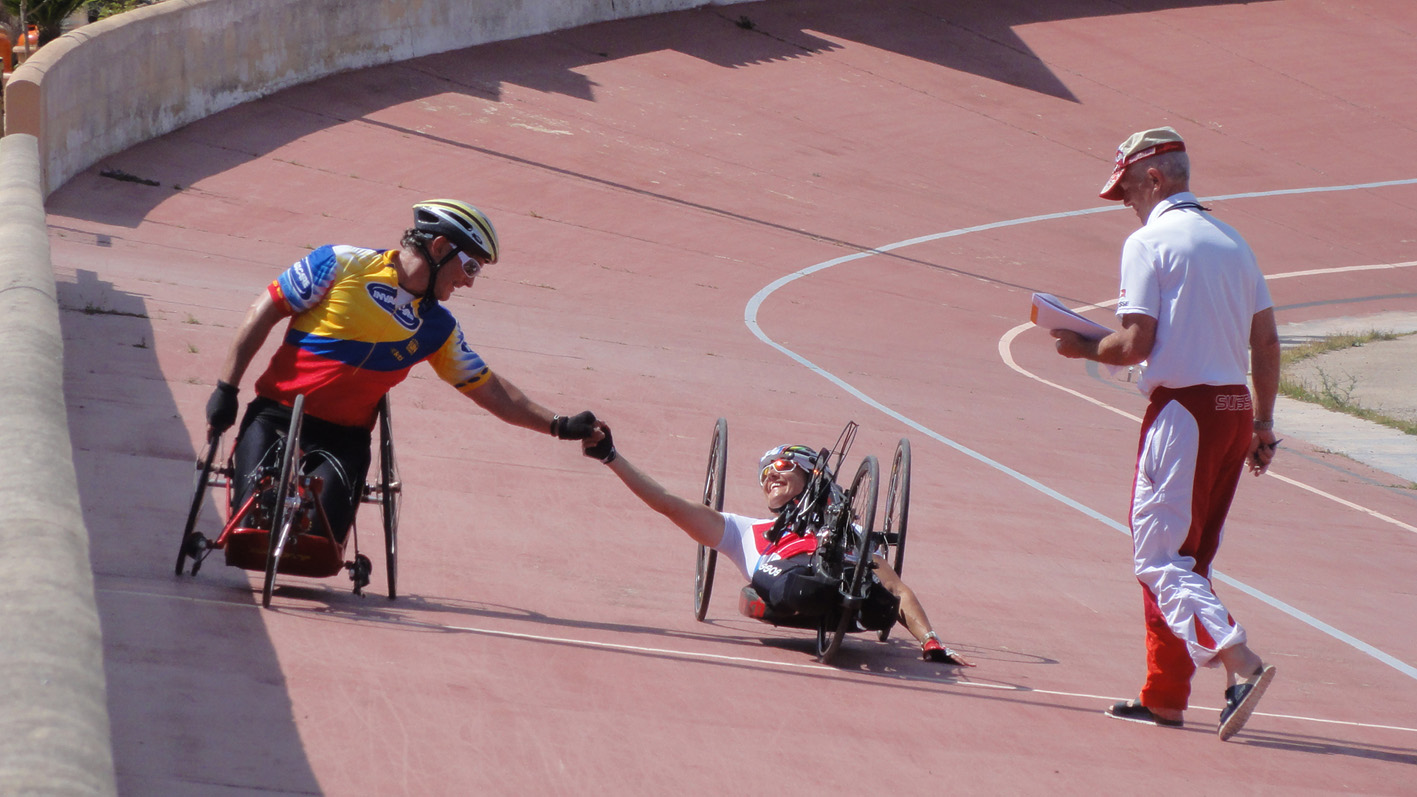
Ursula Schwaller auf der Rennbahn in Sineu

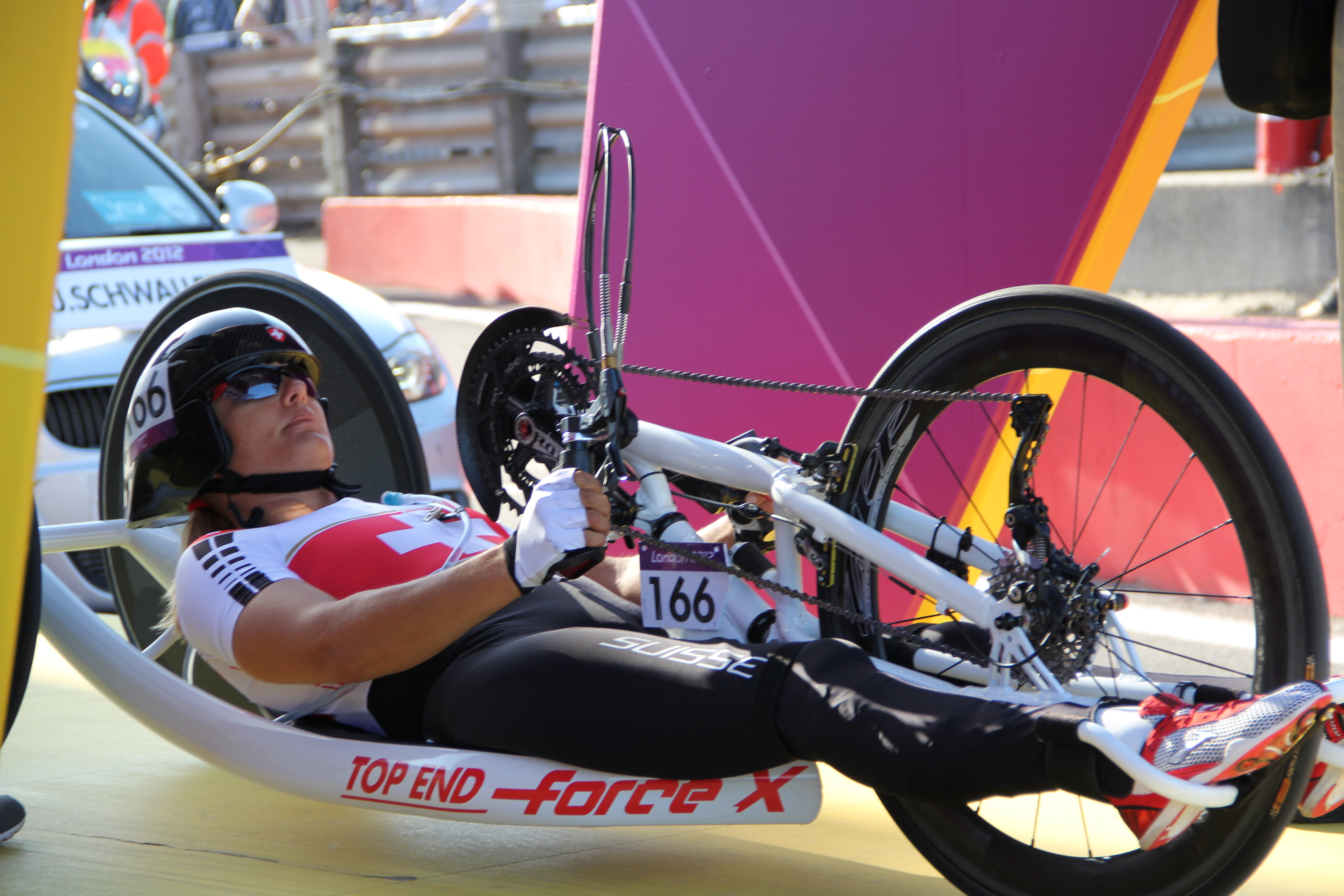
Ursula Schwaller bei den Paralympics 2012

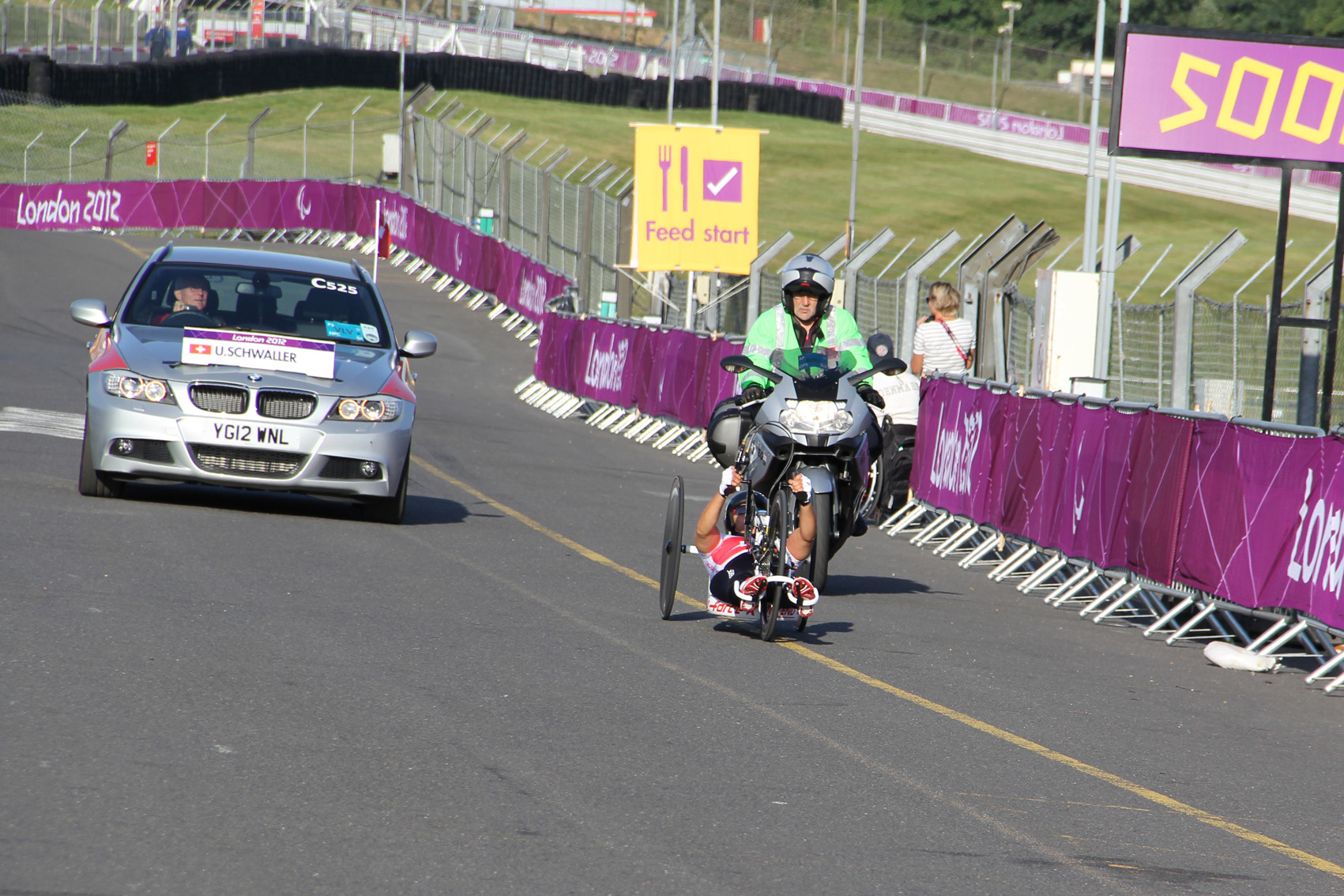
Schwaller beim Einzelzeitfahren in Brands Hatch

- Bronze Zeitfahren, Sommer-Paralympics 2012, London (GBR)
- Bronze Team Relay, Sommer-Paralympics 2012, London (GBR)
- Schweizermeisterin Strasse sowie Einzelzeitfahren, Reiden
- 1. Rang Strasse, Einzelzeitfahren sowie Team Relay, UCI-Weltcup, Segovia (ESP)

#### 2011

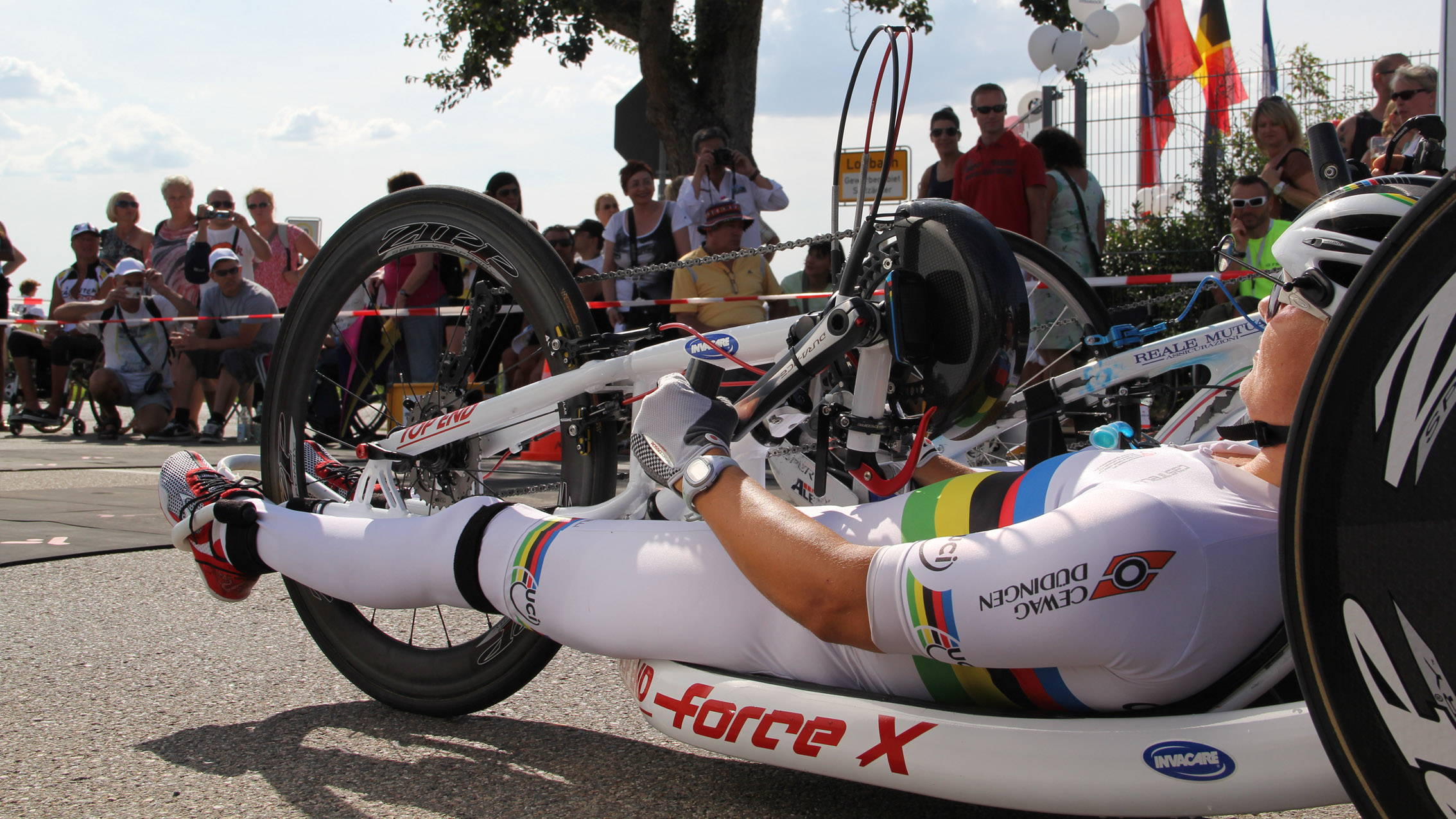
Ursula Schwaller beim EHC in Lobbach

- Weltmeisterin Strasse, UCI Paracycling World Championships (DEN)
- Weltmeisterin Zeitfahren, UCI Paracycling World Championships (DEN)
- 2. Rang Team Relay, UCI Paracycling World Championships (DEN)
- Schweizermeisterin Zeitfahren
- 1. Rang Strasse, Einzelzeitfahren sowie Team Relay, UCI Weltcup Segovia (ESP)
- 1. Rang Strasse, EHC Deutschland in Lobbach (GER)
- 1. Rang Berlin-Marathon mit damaligem Streckenrekord Damen
- 1. Rang Heidelbergmarathon Damen WH2 mit Marathon-Weltrekord (1:09:49)

#### 2010
- Weltmeisterin Zeitfahren, UCI Paracycling World Championships (CAN)
- Weltmeisterin Strasse, UCI Paracycling World Championships (CAN)
- 3. Rang Team Relay, UCI Paracycling World Championships (CAN)
- 1. Rang Handcycling WH2, UCI-Weltrangliste
- Schweizermeisterin Strasse sowie Einzelzeitfahren
- 1. Rang Strasse sowie Einzelzeitfahren, UCI Weltcup, Segovia (ESP)

#### 2009

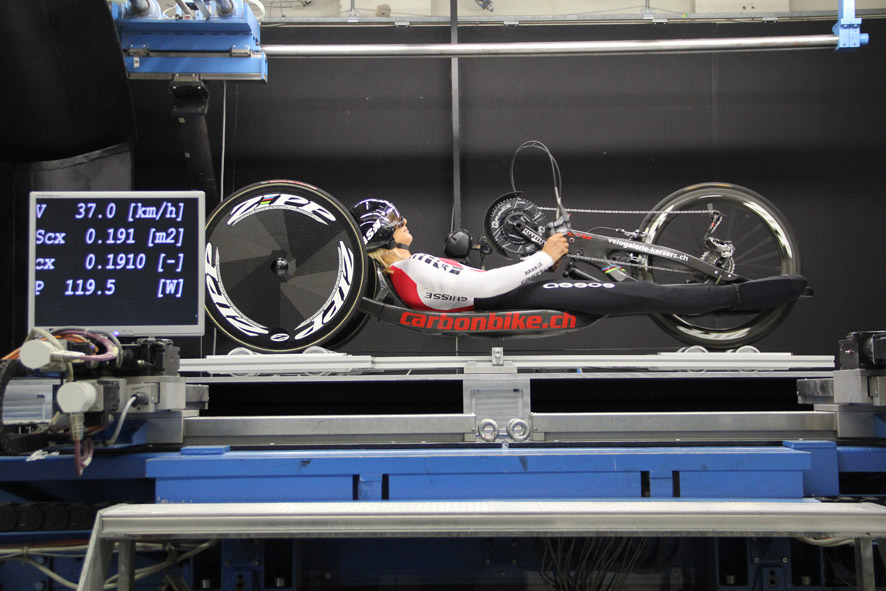
Ursula Schwaller im Windkanal

- Weltmeisterin Zeitfahren, UCI Paracycling World Championships (ITA)
- Weltmeisterin Strasse, UCI Paracycling World Championships (ITA)
- 1. Rang Team Relay, UCI Paracycling World Championships (ITA)
- Schweizermeisterin Strasse sowie Einzelzeitfahren
- 1. Rang Berlin-Marathon Damen WH2 mit damaligem Marathon-Weltrekord (1:18:42)

#### 2008
- 4. Rang Zeitfahren, Sommer-Paralympics 2008, Peking (CHN)
- 9. Rang Strasse, Sommer-Paralympics 2008, Peking (CHN)
- Schweizermeisterin Strasse sowie Einzelzeitfahren
- 1. Rang EHC-Gesamtwertung 2008

#### 2007
- Weltmeisterin, WHF Championships Handcycling (ITA)
- 3. Rang Zeitfahren, UCI Paracycling World Championships (FRA)
- 1. Rang Schweizermeisterschaft Zeitfahren, Gland (SUI)
- 1. Rang EHC-Gesamtwertung 2007

#### 2006
- 2. Rang EHC-Gesamtwertung 2006

#### 2005
- 2. Rang EHC-Gesamtwertung 2005

#### 2004
- 6. Rang EHC-Gesamtwertung 2004

#### 2003
- Erstes Handbikerennen in Brugg

## Rudern

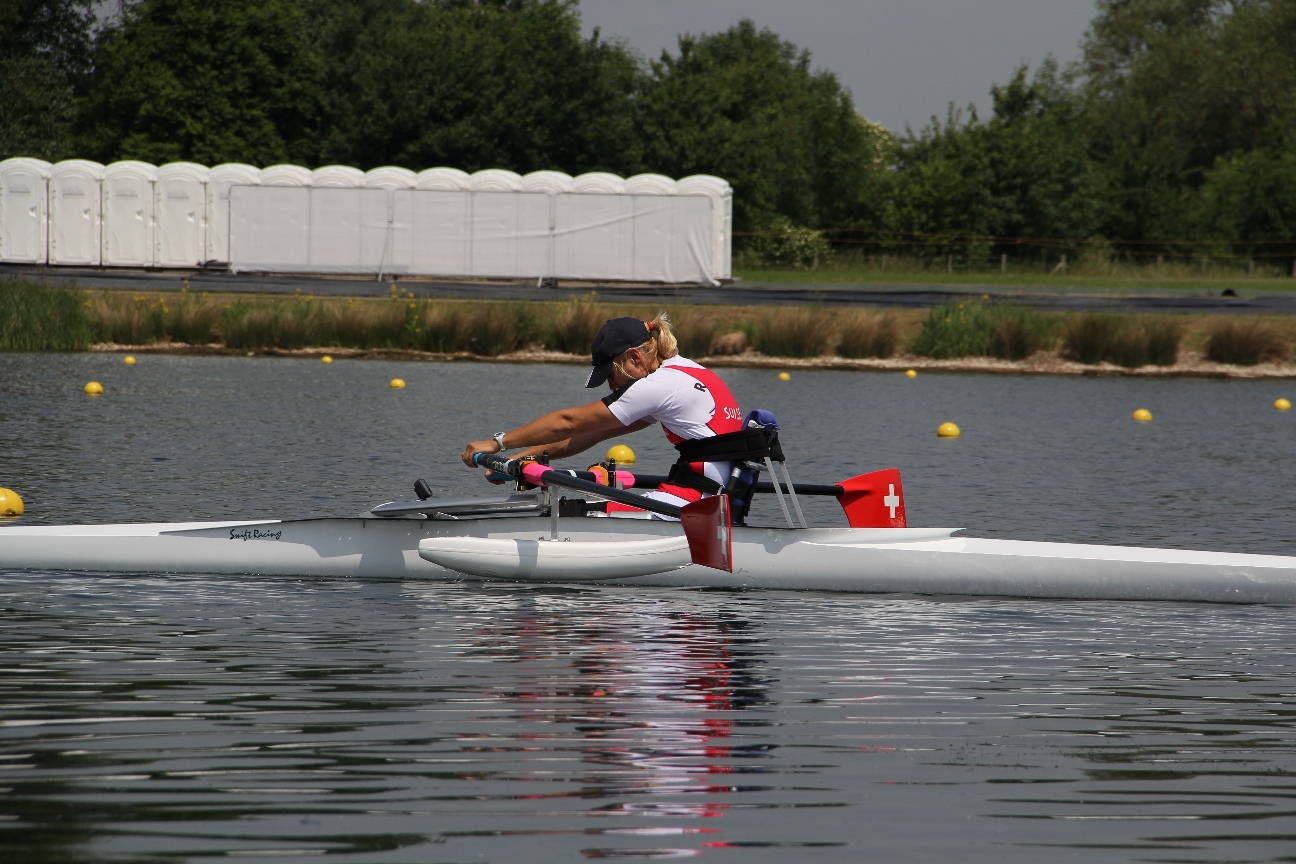
Ursula Schwaller auf dem Dorney Lake bei Eton

Ab 2013 bestritt Schwaller als erste lizenzierte Schweizer Ruderin internationale Wettkämpfe beim Pararudern in der Bootsklasse ASW1x (Frauen-Einer mit Arm- und Schultereinsatz). Schwaller wurde auf Anhieb Indoor-Rowing-Europameisterin und erreichte an ihrer ersten Teilnahme am Ruder-Weltcup auf dem Dorney Lake in Eton (GBR) Rang 5. Als erste Pararuderin nahm Schwaller 2013 an den beiden Langstreckenregatten Armadacup und Silverskiff teil.

### Erfolge
- 1. Rang FISA European Ergometer Championships 2013 in Kettwig (GER)
- 4. Rang FISA International Adaptive Regatta 2013 in Gavirate (ITA)
- 5. Rang 2013 FISA World Cup 2 Para-Rowing in Eton (GBR)

## Ehrungen
- 2009 wurde Ursula Schwaller als erste behinderte Athletin zur Schweizer Radsportlerin des Jahres gewählt.[5]
- Im März 2014 wurde Ursula Schwaller vom Schweizer Radsportverband Swiss Cycling zum Ehrenmitglied ernannt.[6]

## Architektur

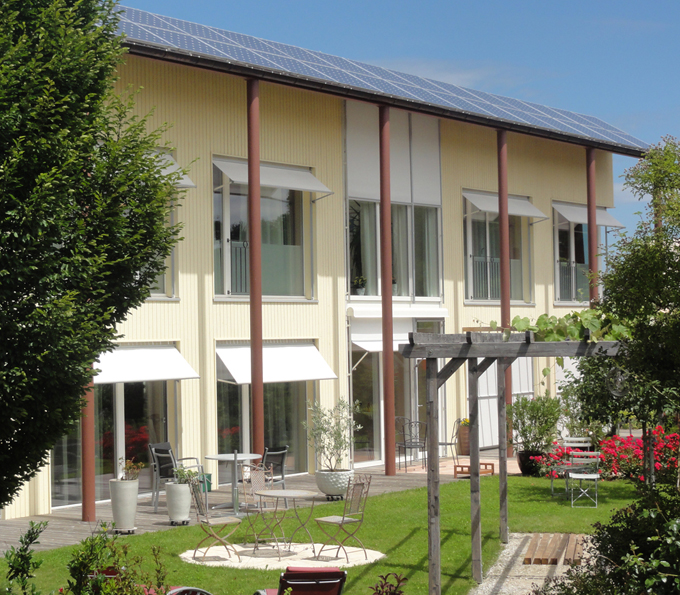
Ursula Schwallers Nullenergiehaus

Ursula Schwaller ist Architektin FH/HES, Energieberaterin und Baubiologin SIB. Sie ist eine Pionierin im Bereich Niedrigenergiehäuser. Ihr eigenes Nullenergiehaus in Düdingen besitzt folgende Minergie-Zertifikate FR-001-P, FR-001-A, FR-001-A-ECO und FR-002-P-ECO.